# Spaansevaart
De Spaansevaart is een voormalige zandvaart gelegen in de voormalige Noord-Hollandse gemeente Schoten, thans onderdeel van Haarlem. De waterloop werd rond 1539, die bij aanleg Heussensvaart, werd genoemd naar de opdrachtgever Dirck van Heussen. De vaart werd gegraven vanaf het Spaarne, ter hoogte van de voormalige Schoter Gasfabriek en Transvaalstraat tot aan de Mollaan in Bloemendaal.

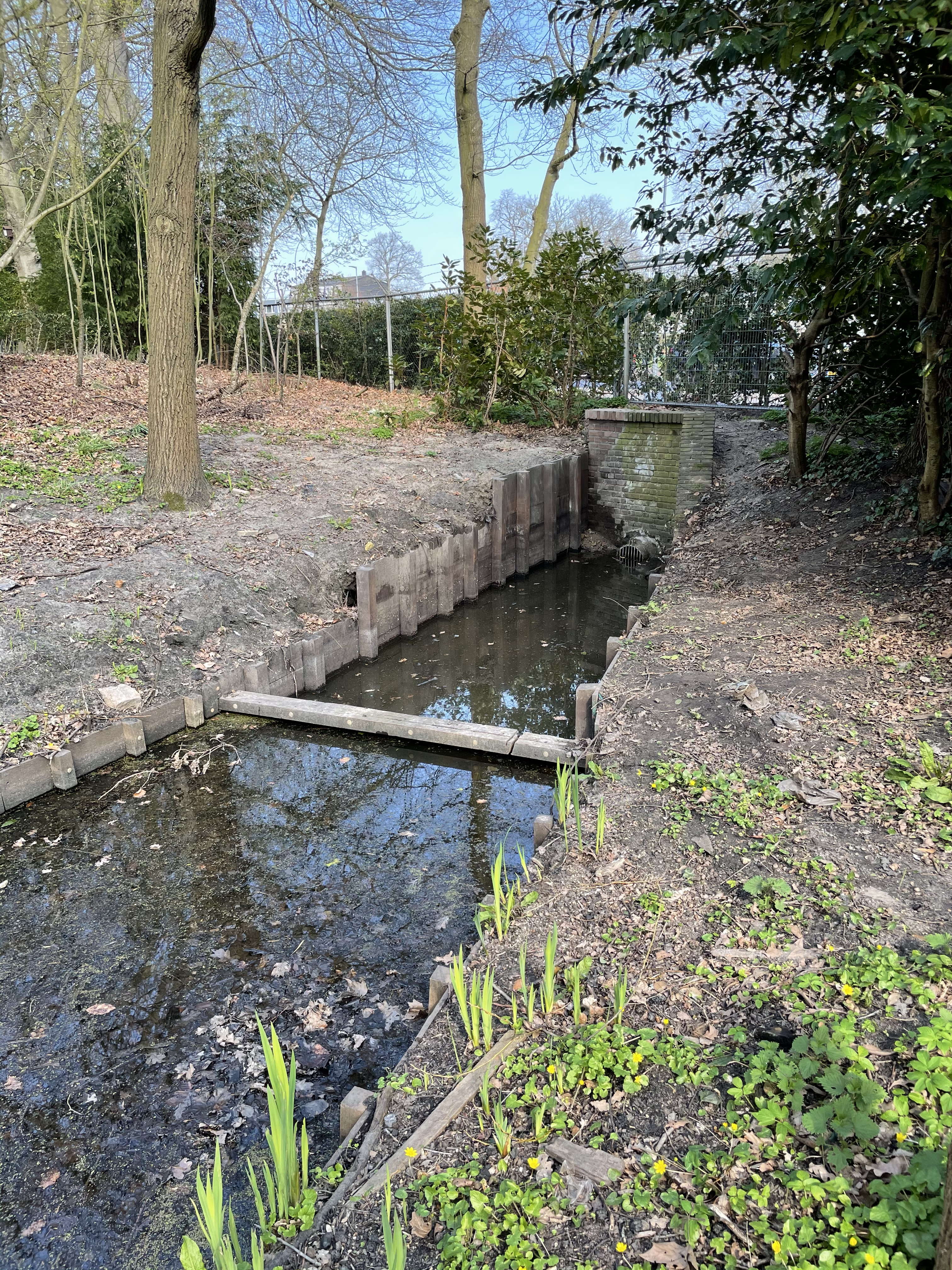
Een overblijfsel van de Spaansevaart gelegen in de Begraafplaats Kleverlaan

Het gedeelte tussen het Spaarne en het Huis ter Kleef aan de Kleverlaan werd vanaf 1572 Spaansevaart genoemd. De reden tot deze naamswijziging is niet geheel bekend. Wel had het Spaanse leger ten tijden van Beleg van Haarlem (1572-1573) tijdens de Tachtigjarige Oorlog zijn hoofdkwartier in het Huis ter Kleef. En liet deze voorraden bevoorraden via deze vaart, waarmee de mogelijke naamswijziging verband mee kan houden.
Rond 1900 was het Schoterkwartier verrezen, thans de Transvaalwijk in Haarlem-Noord. De Binnenlandse Exploitatie Maatschappij zocht en verkreeg nieuwe gronden voor woningbouw. De grens lag van dit kwartier lag destijds bij de Schoterweg en de vaart. De nieuwe gronden buiten deze grenzen behoorden tot de buitenplaats Hogerwoerd. In juli 1903 werden plannen gemaakt voor bebouwing ten noorden van de Transvaalwijk. De vaart zou als gracht worden opgenomen in het plan en zou met een vijftal bruggen overspant zou worden. In 1904 werd Führop burgemeester er verleende hij zijn goedkeuring voor de plannen, zo begon de bouw van de huidige Indischewijk.
In april 1904 wilde de maatschappij toch de vaart vanwege onbekende redenen dempen. Deze gewijzigde plannen werden 30 maart door de Schotense gemeenteraad aangenomen. Dempen bleek niet mogelijk vanwege de waterhuishouding, zo werd de vaart overkluisd en kwam daar boven de Spaansevaartstraat te liggen. Deze straat loopt vanaf het Julianapark bij de Schoterweg tot de Delistraat bij het Spaarne.
Een gedeelte van de vaart is bewaard gebleven, dit gedeelte vindt men in het verlengde van de straat op het terrein van de Algemene Begraafplaats Kleverlaan.